# Rijeka Česma
Rijeka Česma este o arie protejată (sit de importanță comunitară — SCI) din Croația întinsă pe o suprafață de 102,77 ha, integral pe uscat.

## Localizare
Centrul sitului Rijeka Česma este situat la coordonatele 45°44′20″N 16°55′55″E / 45.739°N 16.932°E.

## Înființare
Situl Rijeka Česma a fost declarat sit de importanță comunitară în iulie 2013 pentru a proteja 5 specii de animale.

## Biodiversitate
Situată în ecoregiunea continentală, aria protejată nu include niciun habitat protejat.
La baza desemnării sitului se află mai multe specii protejate:
- mamifere (2): castor (Castor fiber), vidră de râu (Lutra lutra)
- nevertebrate (1): Unio crassus
- pești (2): avat (Aspius aspius), Cobitis elongatoides